# آکروئیت
آکروئیت (به انگلیسی: Achroite) با فرمول شیمیایی  از مجموعه کانی هاست و گاه با لومینسانس بنفش تیره مشخص است. از کلمه یونانی akhroos بمعنای بی‌رنگ گرفته شده‌است. در اسیدها نامحلول است. ترکیب شیمیایی بسیار متغیر با انکلوزیون‌های مهمFe3+, Mn , Ca و گاه حتی Cr , Ti , V , Li و غیره برای اولین بار در ایتالیا کشف شد و از نظر شکل بلور: بی پیرامید - دی اسفنوئید - ورقه‌های، رنگ: بی‌رنگ - استثنائاً متمایل به سبز و با بلورهایی که در انتها سیاه رنگند، شفافیت: شفاف، شکستگی: صدفی - نامنظم، رخ: ناکامل - مطابق با سطح و در رده‌بندی سیلیکات است و منشأ تشکیل آن ماگمائی - پگماتیتی - دگرگونی - رگه‌های تیپ است.
همایند کانی‌شناسی (پارانژ) آن آلپیضخیم است
کاربرد آن: گاه به عنوان سنگ زینتی مصرف می‌شود. از نظر ژیزمان بلوری - آگرگات متراکم - شعاعی - رشته‌ای کمیاب است و بیشتر در ایتالیا، قزاقستان، روسیه (اورال)، افغانستان و چک اسلواکی یافت می‌شود.